# Willian Magrão
Willian Henrique Antunes, detto Willian Magrão (Mogi Mirim, 16 febbraio 1986), è un ex calciatore brasiliano, di ruolo difensore o centrocampista.

## Caratteristiche tecniche
Gioca come centrocampista difensivo.

## Carriera

### Club
Willian Magrão fu promosso in prima squadra nel 2007 da Mano Menezes, giocando titolare a fine campionato, a causa della squalifica di Eduardo Costa e dell'infortunio di Sandro Goiano.
All'inizio del 2008, a causa del trasferimento di Sandro Goiano, Willian Magrão diventò titolare, e insieme a Rafael Carioca formò la coppia difensiva del Grêmio vicecampione del Brasile.